# Paris-Théâtre

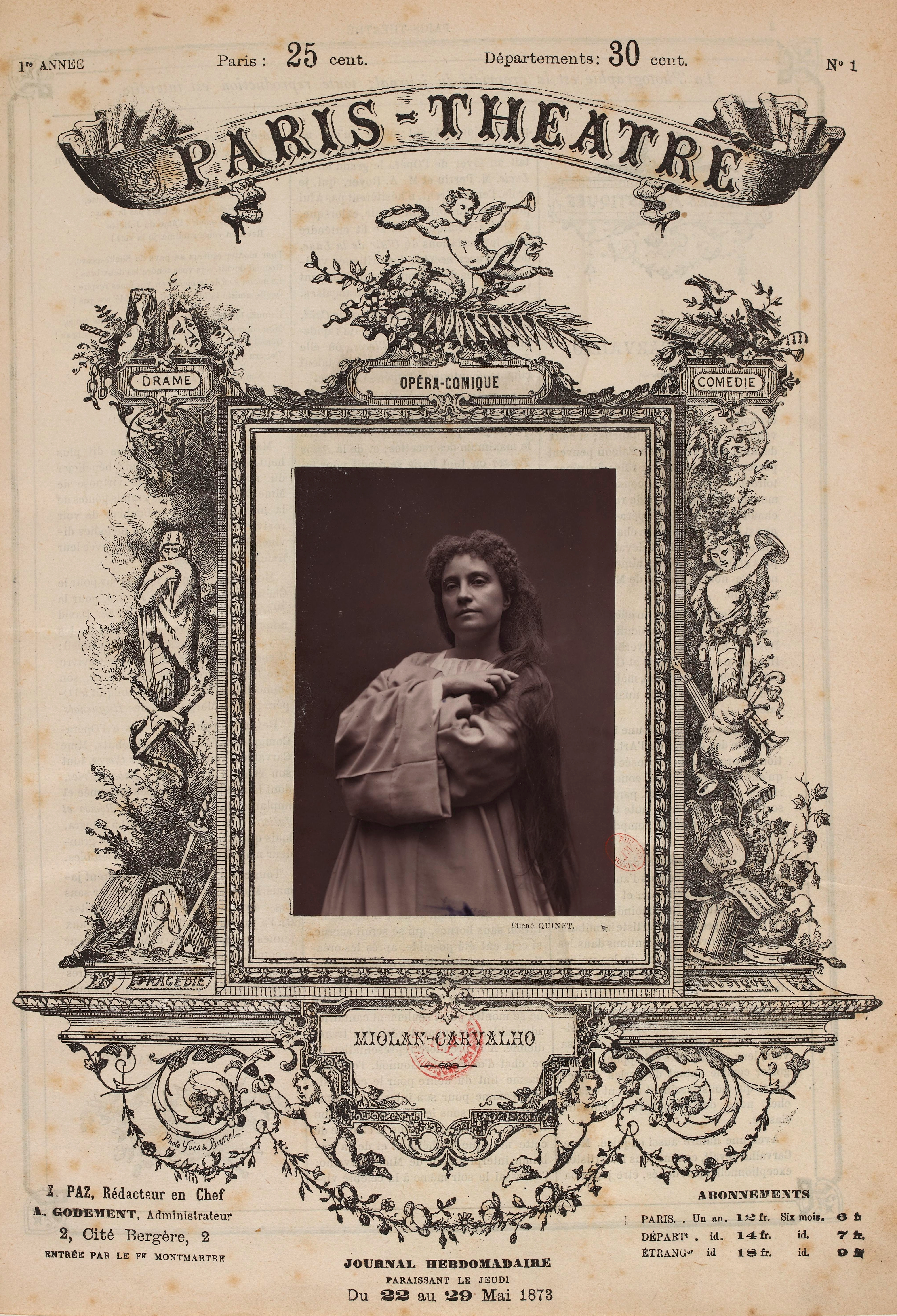
Le n° 1 de la revue, 1873.

Paris-Théâtre est une publication hebdomadaire consacrée au monde du spectacle qui paraît entre 1873 et 1878 puis, avec la même forme, sous le titre Paris-Portrait, jusqu'en 1880. Elle cesse de paraître après 364 numéros exposant chacun la biographie d'une personnalité contemporaine et des articles d'actualité.

## Historique
Le premier numéro paraît le 22 mai 1873, consacré à Caroline Miolan-Carvalho. La photo de cette artiste, réalisée par Alexandre Quinet sert également à un feuillet publicitaire annonçant la parution. C'est Eugène Paz qui est le directeur de publication jusqu'au dernier numéro. Les bureaux de la revue sont au n°2, Cité Bergère, dans le quartier du Faubourg-Montmartre, puis au n°23, Passage Verdeau.
Le no 261 du 7 mars 1878 annonce le changement de titre en Paris-Portrait, justifié par une volonté d'étendre le domaine éditorial, jusque là cantonné exclusivement au théâtre et à l'art lyrique, aux écrivains, compositeurs et autres artistes. Le no 364 du 6 mai 1880 est le dernier, il annonce que « La tâche que nous poursuivions nous paraît être arrivée à son terme. C'est parce que nous ne voulons en aucune façon publier des biographies de complaisance, ni de donner des portraits trop décolletés, que nous préférons cesser aujourd'hui cette publication. ».

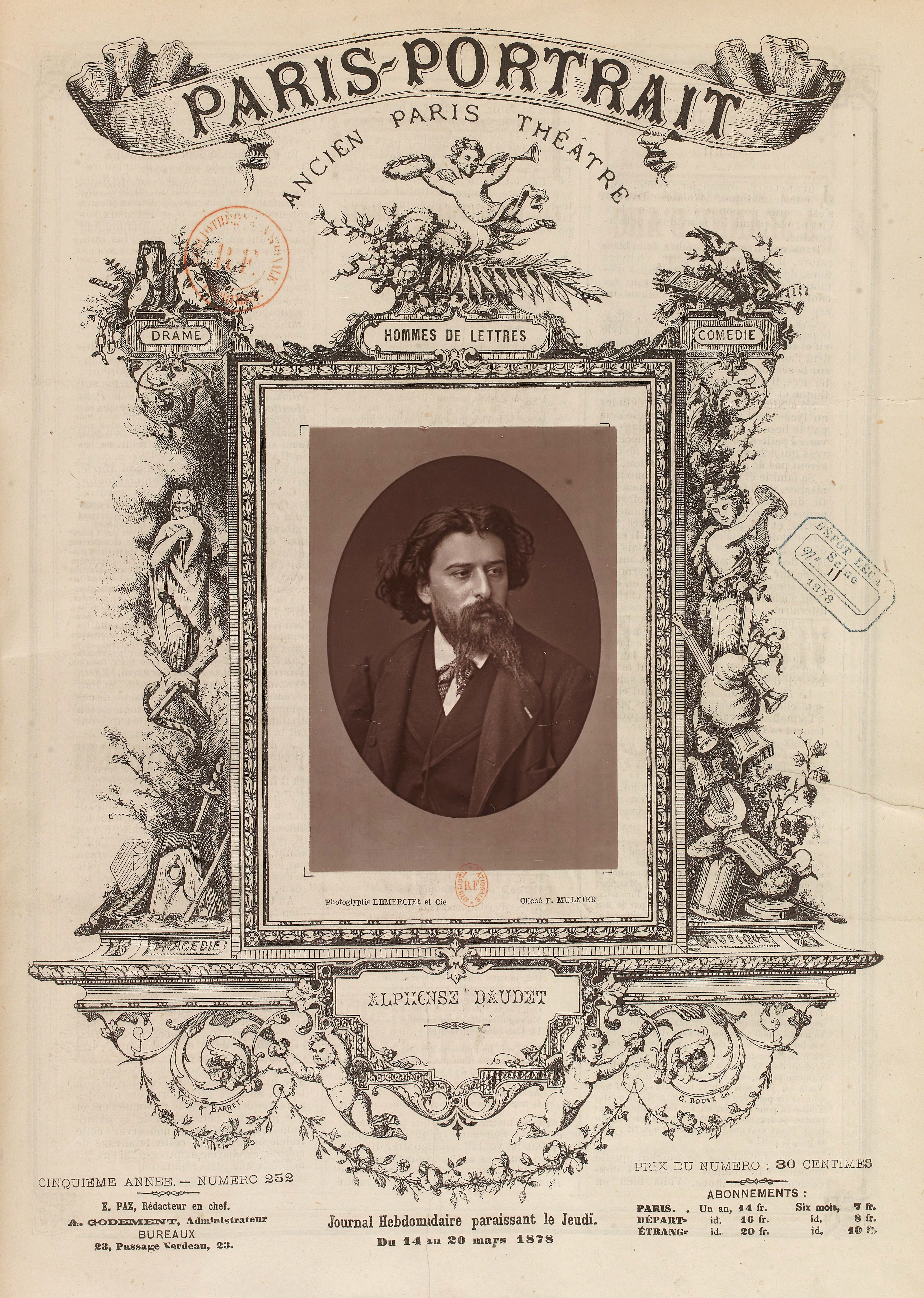
Changement de titre avec le n°262 en 1878.

## Publications similaires
- En 1882, une autre publication, intitulée Paris-Artiste, dirigée par Aimé Dollfus, reprend assez fidèlement le canevas de Paris Portrait.
- Paraissant depuis 1874 le samedi en Belgique, une publication intitulée Bruxelles-Théâtre se présente sous la même forme.

## Caractéristiques
La revue se présente sur quatre, puis huit pages pages de format 28 par 38 cm. En couverture, une photo de divers photographes reproduite en photoglyptie par Alfred Lemercier est collée en première page et représente la personnalité dont la biographie, rédigée par Félix Jahyer, occupe la page suivante. Les autres pages exposent des nouvelles diverses du monde du spectacle et des encarts publicitaires. Paris-Théâtre paraît le jeudi assez régulièrement et est vendu d'abord par abonnement puis 30 et 40 centimes le numéro. Les numéros peuvent être achetés reliés par années.